# Інша жінка (фільм, 1942)
«Інша жінка» (англ. That Other Woman) — американська комедійна мелодрама режисера Рея Маккері 1942 року.

## Сюжет
Секретарка Емілі Борден закохана у свого боса, Генрі Саммерса, але він залюблений в Констанс Пауелл. Ральф зацікавлений в Емілі, але вона не має жодного інтересу до нього. Бабуся Емілі дає їй кілька порад, і складний план про те, як отримати Генрі.

## У ролях
- Вірджинія Гілмор — Емілі Борден
- Джеймс Еллісон — Генрі Саммерса
- Ден Дюрьї — Ральф Кобб
- Дженіс Картер — Констанс Пауелл
- Альма Крюгер — бабуся Борден
- Лон Маккаллістер — Джордж Борден
- Мінерва Урекал — місіс МакРіді
- Чарльз Арнт — Бейлі
- Чарльз Гелтон — Сміт